# When in Rome (banda)
When in Rome es un trío británico de synthpop formado en 1987 en Mánchester, Inglaterra. Originalmente estuvo compuesto por los vocalistas Clive Farrington y Andrew Mann y el teclista Michael Floreale. Son conocidos básicamente por su sencillo, de 1988, «The Promise». La agrupación sólo publicó un álbum de estudio, el auto titulado When in Rome en ese mismo año, recibido con críticas poco favorables.
Clive Farrington y Michael Floreale pertenecían al grupo de Mánchester Beau Leisure, junto con Corinne Drewery. Cuando Drewery dejó el grupo para formar Swing Out Sister, Farrington y Floreale contrataron a Andrew Mann, y adoptaron el nombre de When in Rome.

## Historia

### Inicios
Michael Floreale y Andy O'Connell fueron reclutados por Clive Farrington para sustituir a los antiguos miembros de su grupo con sede en Mánchester Beau Leisure. Floreale y Farrington comenzaron a escribir canciones juntos. Más tarde, Farrington y Floreale vio Andrew Mann, un poeta beat, y le hizo unirse a sus actuaciones. Sin embargo, O'Connell dejó el grupo; el trío restante grabó algunos demos - a veces incluyendo el amigo de Mann Corinne Drewery -., mientras que la búsqueda de un acuerdo de grabación.

### Álbum debut
El grupo fue firmado por la filial de Virgin UK 10 Records. Los productores Ben Rogan (quien había trabajado con Sade) y Richard James Burgess tomó especial interés en la canción del trío "The Promise", publicado por primera vez como un "disco de 12 baile. Cuando la canción se hizo popular, llegando a la cima del Billboard Dance Club. Virgin ordenó un álbum, con una versión remezclada de "The Promise", el cual fue el primer sencillo de su álbum debut homónimo. fue un éxito inmediato, por poco no entraron en  el Top Ten en los Estados Unidos, alcanzando el No. 11. Meses después, el trío llegó a una posición inferior del listado pop de Billboard por última vez, con "Heaven Knows" (N ° 95, 1990). Los sencillos adicionales hicieron poco en las listas, y el grupo finalmente se desvaneció.

### Ruptura
En 1990, la banda se separó por diferencias musicales. Floreale se mudó a los Estados Unidos, y actualmente vive en Dallas, Texas, donde compone música para la televisión y el cine. En 2006, Floreale reformó When in Rome con el cantante / compositor John Ceravolo. Desde entonces, el grupo ha realizado giras por los Estados Unidos y América del Sur con varios otros grupos de los 80. A pesar de ello, no ha vuelto a grabar nuevo material discográfico.

## Discografía

### Álbumes de estudio
| When in Rome                         | - Lanzamiento: 3 de mayo de 1988 - Discográfica: Virgin Records     | 42 | 84 |
| When in Rome II                      | - Lanzamiento: 11 de agosto de 2015 - Discográfica: Spectra Records | —  | —  |
| "—" denota que no ingresó a listados |                                                                     |    |    |

### Sencillos
| 1988                               | "The Promise"         | 58 | 11 | 1  | When in Rome |
| 1989                               | "Heaven Knows"        | —  | 95 | 14 | When in Rome |
| 1989                               | "Everything"          | —  | —  | —  | When in Rome |
| 1990                               | "Sight of Your Tears" | —  | —  | 40 | When in Rome |
| "—" denota que no ingresó a listas |                       |    |    |    |              |